# Jerzy Stanisław Wołłowicz
Jerzy Stanisław Wołłowicz herbu Bogoria (zm. przed 8 sierpnia 1656 roku) – pisarz wielki litewski, duchowny referendarz wielki litewski w 1656 roku, kanonik wileński.